# Johann Ludwig von Eckardt

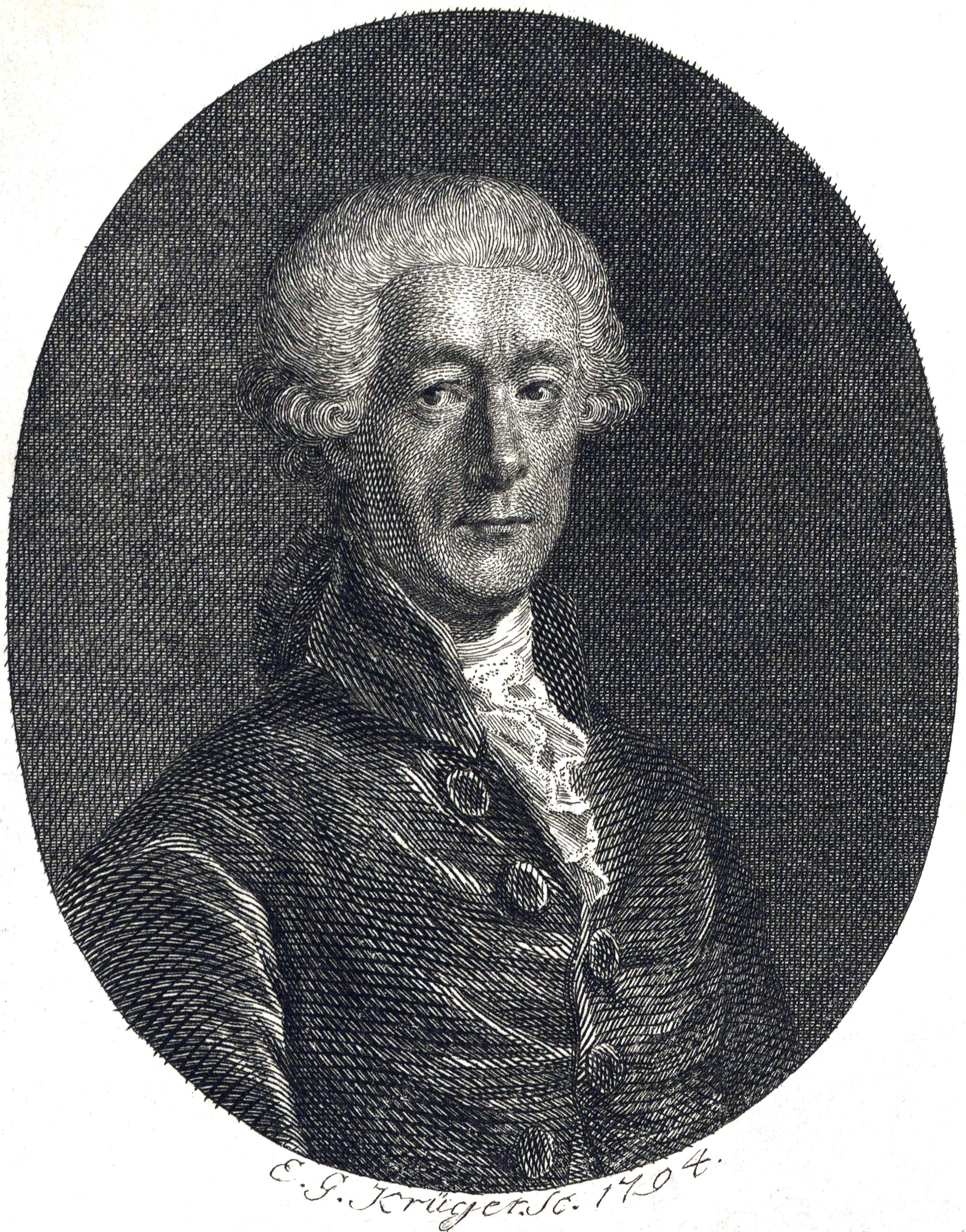
Johann Ludwig von Eckardt

Johann Ludwig Eckardt, ab 1792 von Eckardt, auch: Eckard, Eckhardt (* 9. Dezember 1737 in Coburg; † 2. Dezember 1800 in Jena) war ein deutscher Rechtswissenschaftler.

## Leben
Johann Ludwig wurde als Sohn des Rats von Sachsen-Coburg und geheimen Archivars Johann Gottlieb Eckardt geboren. Ab 1749 besuchte er das Gymnasium Casimirianum Coburg und immatrikulierte sich am 6. Oktober 1752 an der Universität Jena.
Nach der Beendigung seiner Studien arbeitete er ab 1756 als Advokat in Coburg und wurde 1756 Syndikus seiner Geburtsstadt. 1759 wurde er Doktor der Rechte in Jena, war 1777 Mitglied der Bergwerkskommission und wurde 1778 geheimer Archivar in Weimar. Für letztgenannte Aufgabe wurde ihm der Titel eines Hof- und Regierungsrates verliehen.
1783 wurde er erster Professor des Kirchenrechts an der Jenaer Hochschule, man ernannte ihn zum geheimen Hofrat von Sachsen-Weimar, er wurde Beisitzer des Hofgerichts und Schöppenstuhls. Zudem wirkte er ab 1783 als Deputierter der Landschaft Weimar und wurde 1792 geadelt. Zudem beteiligte sich Eckardt an den organisatorischen Aufgaben der Salana. So war er einige Male Dekan der Juristenfakultät und im Sommersemester 1787 Rektor der Alma Mater.
Eckardt war drei Mal verheiratet. Seine erste Ehe schloss er mit Anna Wilhelmine Pertsch. Seine zweite Ehe ging er mit Sophie Schultes ein. Seine dritte Ehe schloss er mit Johanna Christiana Scheib (1728–1792). Von den Kindern kennt man:
- Der einzige Sohn aus erster Ehe war Christoph Friedrich Sebastian von Eckart (* 3. Oktober 1765 in Coburg; † 9. April 1801 in Jena), welcher als Doktor der Rechte als Hofgerichts-Advokat in Jena wirkte.
- Der einzige Sohn zweiter Ehe war Johann Theophil (Gottlieb) Wilhelm von Eckardt (* 8. März 1769 in Coburg; † 14. März 1800 in Jena), welcher ab 1797 als Doktor der Medizin, als Privatdozent und Unterdirektor des Entbindungsinstituts in Jena wirkte.
- Die Tochter Elisabetha Henrietta Johanna von Eckardt (* um 1765 in Coburg; † 5. Dezember 1842 in Jena)  machte sich als Dichterin einen Namen, Sie heiratete in 1. Ehe 1786 den taxischen Reichspostmeister Paul Ludwig Ferdinand Eber (* Weimar; † 21. Juni 1796 in Karlsbad), 1801 schloss sie eine 2. Ehe mit dem Privatdozenten Johann Bernhard Vermehren (* 6. Juni 1777 in Lübeck; † 29. November 1803 in Jena) und die 3. Ehe ging sie 1804 mit dem Weimarer Professor der Mathematik Johann Heinrich Voigt ein.
- Die Tochter Rosina Christina Eleonora von Eckardt (* 11. September 1779 in Coburg; † 16. Januar 1832 in München) verheiratete sich am 6. April 1790 mit dem Professor der Theologie Johann Christoph Döderlein und ging am 19. Oktober 1797 eine zweite Ehe mit Friedrich Immanuel Niethammer (* 26. März 1766 in Beilstein; † 1. April 1848 in München) ein.

## Werke (Auswahl)
- Commentatio Brevis De Statutis Civitatum, Quatenus Incolas Suburbiorum, Praecipue Circa Successionem Ab Intestato, Obligant. Jena 1755 (Präsens Paul Wilhelm Schmid)
- Diss. de statutorum municipaliuro obligatione respectu suburbiorum. Jena 1755
- Commentatio jur de bonorum coniuges inter Coburgenses communione. Coburg 1758 (Online)
- Diss. inaug. de legitima parentum, si coniux coniugi improli vi statuti vel consuetudiuis in cuncta bona seu ex asse succedat ab intestato, regulariter exule. Jena 1759
- Betrachtung der Vortrefflichkeit der christlichen Religion, in Ansehung der Trostgründe, die sie uns bey dem Absterben unserer Vertrauten und Freunde darreichet. Coburg 1767
- Lottorecht, oder Rechtliche Betrachtungen über diejenigen Vorfälle, so sich bey dem Zahlenspiel oder sogenannten Lotto, theils schon zugetragen haben, und theils in Zukunft noch zutragen möchten. Coburg 1771 (Online)
- Kurze Untersuchung der Recht- und Unrechtmaeßigkeit des Absatzes […] der Naturalabgabe […] durchgehenden Getreyd-Fuhren[…]. Coburg 1771 (Online)
- Abfertigung der Bedenklichkeiten wider die Untersuchung der Recht - und Unrechtmässigkeit des Absatzes. Coburg 1772
- Tria diplomata archivi Vinariensis adhue inedita ac incognita, Comitis Wichmanni, fundatoris Caltenbornensis vitam et familiam, coenobii Eltersburgensis fere ignoti ortuni et fata, aliasque res praecipue Thuringicas, illustrantia, cum notis et observationibus historicis, diplomaticis et litt. Weimar 1782 (Online)
- Nachricht von dem ehmaligen Bergbau bey Ilmenau in der Grafschaft Henneberg und Vorschläge ihn durch eine neue Gewerkschaft wieder in Aufnahme zu bringen. Weimar 1783
- Progr. de crescente in dies solidioris iurisprudentiae neglectu eiusque causis. Jena 1783
- Diss. jur. feud. de constituto feudali, vulgo Reversgelder seu Reversquantum. Pro Loco. Jena 1784 (Online)
- Progr. de feudi feminini natura et an ilia salva primo acquirenti in successione descendentium suorum feminas masculis praeferre liceat. Jena 1784
- Compendium artis relatoriae in usum auditorum concinnatum. Jena 1785 (Online)
- Diss. de debitis feudalibus eorumque exorto concursu feudali, locandorum ordine. Jena 1787 (Resp. August Heinrich Theodor)
- Progr. De Fevdi Feminini Natvra Et An Illa Salva Primo Aqvirenti In Svccessione Descendentivm Svorvm Feminas Mascvlis Praeferre Liceat? (Dekanatsprogramm zur Promotion von August Heinrich Theodor)
- Principia iuris naturalis de actionum moralitate ad ius criminale applicata, in usum auditorum. Jena 1788
- Progr. quo simul quasdam cautiones circa perficiendam, corporis delicti in furto magno certitudinem adhibendas exponit. Jena 1789 (Dekanatsprogramm zur Promotion von Johann August Christian von Hellfeld (* 23. Oktober 1765 in Jena; † 7. Februar 1835 ebd.), Online)
- Progr. de indole emendae Saxonicae, vulgo Sachsenbusse, eiusque cum actione L. Aquiliae concursu. Jena 1794 (Dekanatsprogramm zur Promotion von Carl Georg Curt (* 7. März 1771 in Lübeck), Online)
- Progr. de dolo indirecto ΣΙΔΗΡΟΞΥΛΩ. Jena 1794 (Dekanatsprogramm zur Promotion von Tobias Nicolai Wibel (* 11. April 1772 in Hamburg), Online)
- Progr. De Poena homicidii dolo indirecto admissi seu potius culposi ex laesione dolosa exorti. Jena 1794 (Hermann von Eelking)
- Progr. de XI Diebus Calendario Juliano subtractis, etiam iuri pascendi subtraliendis. Jena 1797 (Dekanatsprogramm zur Promotion von Karl Wilhelm Walch (* 3. Februar 1776 in Jena), [Online])
- Progr. de eo, quod iustum est circa concursum mulctarum, ob contumaciam sensim auctarum. Jena 1799
- Progr. Indicit Simulque Utrum Indigni A Bonorum Possessione Sint Exclusi? Jena 1799 (Dekanatsprogramm zur Promotion von Franz Xaver Philipp Schuck (Erfurt))

## Weblink
- Werke von und über Johann Ludwig von Eckardt in der Deutschen Digitalen Bibliothek

| Personendaten    | Personendaten                   |
| ---------------- | ------------------------------- |
| NAME             | Eckardt, Johann Ludwig von      |
| ALTERNATIVNAMEN  | Eckhardt, Eckard                |
| KURZBESCHREIBUNG | deutscher Rechtswissenschaftler |
| GEBURTSDATUM     | 9. Dezember 1737                |
| GEBURTSORT       | Coburg                          |
| STERBEDATUM      | 2. Dezember 1800                |
| STERBEORT        | Jena                            |